# NetBIOS sobre TCP/IP
NetBIOS sobre TCP/IP (NBT, o de vegades NetBT) és un protocol de xarxa que permet que les aplicacions informàtiques heretades que es basen en l'API NetBIOS s'utilitzin a les xarxes TCP/IP modernes.
NetBIOS es va desenvolupar a principis de la dècada de 1980, dirigida a xarxes molt petites (aproximadament una dotzena d'ordinadors). Algunes aplicacions encara utilitzen NetBIOS i no s'escalen bé a les xarxes actuals de centenars d'ordinadors quan NetBIOS s'executa amb NBF. Quan es configura correctament, NBT permet que aquestes aplicacions s'executin en grans xarxes TCP/IP (incloent-hi tota Internet, encara que és probable que això estigui subjecte a problemes de seguretat) sense canvis.
NBT està definit pels documents estàndard RFC 1001 i RFC 1002.

## Serveis
NetBIOS ofereix tres serveis diferents:
- Servei de noms per al registre i resolució de noms (ports: 137/udp i 137/tcp)
- Servei de distribució de datagrames per a comunicació sense connexió (port: 138/udp)
- Servei de sessió per a comunicació orientada a connexió (port: 139/tcp)

NBT implementa tots aquests serveis.

### Servei de noms
A NetBIOS, cada participant s'ha de registrar a la xarxa utilitzant un nom únic de 15 caràcters com a màxim. A les xarxes heretades, quan una aplicació nova volia registrar un nom, havia d'emetre un missatge que deia "Algú utilitza actualment aquest nom?" i esperar una resposta. Si no hi havia resposta, es podia suposar que el nom no estava en ús. No obstant això, el temps d'espera va ser d'uns segons, la qual cosa va fer que el registre del nom fos un procés molt llarg, ja que l'única manera de saber que un nom no estava registrat era no rebre cap resposta.

### Servei de distribució de datagrames
El mode de datagrama és "sense connexió"; Els datagrames NetBIOS s'envien mitjançant UDP. Un datagrama s'envia amb un paquet "Direct Unique" o "Direct Group" si s'envia a un nom NetBIOS concret, o un paquet "Broadcast" si s'envia a tots els noms NetBIOS de la xarxa.

### Servei de sessió
El mode de sessió permet que dos ordinadors estableixin una connexió per a una "conversa", permet gestionar missatges més grans i proporciona detecció i recuperació d'errors.